# Prokuratorzy generalni dla Irlandii
Prokurator generalny dla Irlandii (en. Attorney-General for Ireland), najwyższy urzędnik prawny w brytyjskiej Irlandii, główny doradca Korony w irlandzkich sprawach prawnych.

## Lista prokuratorów generalnych dla Irlandii
- ok. 1649 – ok. 1658 : William Basil
- 1691–1695 : John Temple
- 1707–1709 : Alan Brodrick
- 1709–1711 : John Forster
- 1711–1714 : Richard Levigne
- 1803–1805 : William Plunket
- 1822–1827 : William Plunket
- 1827–1830 : Henry Joy
- 1830–1831 : Edward Pennefather
- 1831–1834 : Francis Blackburne
- 1835–1835 : Louis Perrin
- 1835–1836 : Michael O’Loghlen
- 1836–1837 : John Richards
- 1837–1838 : Stephen Woulfe
- 1838–1839 : Nicholas Ball
- 1839–1840 : Maziere Brady
- 1840–1841 : David Richard Pigot
- 1841–1842 : Francis Blackbourne
- 1842–1846 : Thomas Berry Cusack Smith
- 1846–1846 : Richard Wilson Greene
- 1846–1847 : Richard Moore
- 1847–1850 : James Henry Monahan
- 1850–1852 : John Hatchell
- 1852–1853 : Joseph Napier
- 1853–1855 : Abraham Brewster
- 1855–1856 : William Keogh
- 1856–1858 : John David FitzGerald
- 1858–1859 : James Whiteside
- 1859–1860 : John David FitzGerald
- 1860–1861 : Rickard Deasy
- 1861–1865 : Thomas O’Hagan
- 1865–1866 : James Anthony Lawson
- 1866–1866 : John Edward Walsh
- 1866–1867 : Michael Morris
- 1867–1867 : Hedges Eyre Chatterton
- 1867–1868 : Robert Warren
- 1868–1868 : John Thomas Ball
- 1868–1870 : Edward Sullivan
- 1870–1872 : Charles Robert Barry
- 1872–1872 : Richard Dowse
- 1872–1873 : Christopher Palles
- 1873–1874 : Hugh Law
- 1874–1875 : John Thomas Ball
- 1875–1875 : Henry Ormsby
- 1875–1877 : George Augustus Chichester May
- 1877–1880 : Edward Gibson
- 1880–1881 : Hugh Law
- 1881–1883 : William Moore Johnson
- 1883–1883 : Andrew Marshall Porter
- 1883–1885 : John Naish
- 1885–1885 : Samuel Walker
- 1885–1886 : Hugh Holmes
- 1886–1886 : Samuel Walker
- 1886–1887 : Hugh Holmes
- 1887–1888 : John George Gibson
- 1888–1890 : Peter O’Brien
- 1890–1892 : Dodgson Hamilton Madden
- 1892–1895 : Hugh Hyacinth O’Rorke MacDermot
- 1895–1905 : John Atkinson
- 1905–1905 : James Campbell
- 1905–1909 : Richard Robert Cherry
- 1909–1911 : Redmond Barry
- 1911–1912 : Charles O’Connor
- 1912–1913 : Ignatius O’Brien
- 1913–1913 : Thomas Molony
- 1913–1914 : John Moriarty
- 1914–1915 : Jonatham Pim
- 1915–1916 : John Gordon
- 1916–1917 : James Campbell
- 1917–1918 : James O’Connor
- 1918–1919 : Arthur Warren Samuels
- 1919–1921 : Denis Henry
- 1921–1922 : Thomas Watters Brown